# 樟葉駅
樟葉駅（くずはえき）は、大阪府枚方市楠葉花園町にある、京阪電気鉄道京阪本線の駅。駅番号はKH24。

## 概要
京阪では大阪府最北端の駅であり、男山団地の住民をはじめ隣接する京都府八幡市内からの利用者も多い。
2003年以降特急停車駅となり、現在は快速特急「洛楽」以外の全種別が停車する。
当駅周辺は京阪線を挟んで東側は京阪電鉄によって開発された住宅地や商業施設が密集するが、西側はゴルフ場や淀川河川敷が広がり、ホーム上から見える景色に大きな差異が存在する。
2003年までは車内放送の際に駅名の後に「ローズタウン・ゴルフ場前」と呼称していた。現在は「くずはモールへお越しのお客様はこの駅でお降りください」とアナウンスされる。

## 歴史

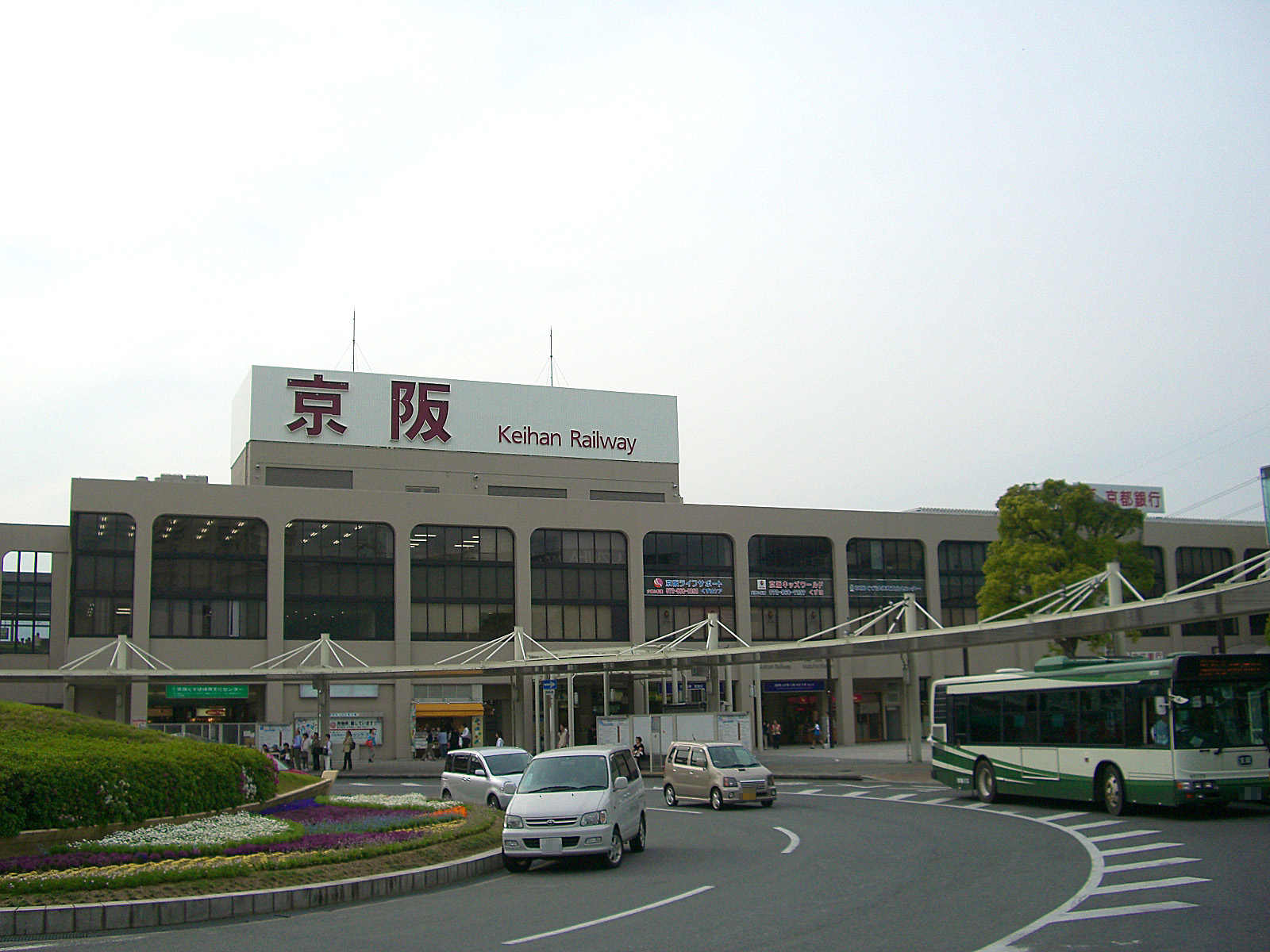
リニューアル前の樟葉駅舎

京都・大阪両府境付近にあり、1960年代までは田畑で囲まれた閑散とした駅であったが、京阪が長年にわたって大規模な住宅地や商業施設などの開発を行い、それに伴って周辺部にも男山団地をはじめとする住宅地が建設された。その結果、1日あたりの乗降客数は1961年時点では京阪本線中最少の1560人であったのが1972年に22,000人、1977年に46,000人にまで増加し、1983年11月には63,400人に達した。京阪は「中期経営計画 ATTACK 2011」においても、中之島・京都地域とともに、くずはを最重点エリアに位置づけている。
なお、本駅の表記は「樟葉」だが、駅所在地の住所表記は「楠葉」と異なっている。これは、「楠葉村」と「船橋村」が合併して「樟葉村」が成立した経緯に由来しており、駅名に採用された「樟葉」は開業当時の自治体名、住所表記（大字）は樟葉村・枚方町・枚方市時代を通じて「楠葉」である。近年は「くずは」と平仮名で表記されるケースが増えている。

### 年表
- 1910年（明治43年）4月15日：京阪本線開通と同時に開業。
- 1917年（大正6年）10月1日：大正大洪水で築堤崩壊・浸水で運休、同月14日駅再開[2]。
- 1934年 (昭和9年) 9月21日：室戸台風が関西を来襲。牧野付近の浸水、路盤の流失などの大きな被害を受けて駅休止。同月24日運転再開[3]。
- 1935年 (昭和10年) 8月11日：水害（宇治川氾濫）で中書島 - 枚方東口（現・枚方市）間で運転停止のため駅休止、同月13日復旧再開[3]。
- 1939年（昭和14年）3月1日：枚方の陸軍弾薬庫の爆発事故で当駅より大阪側が運転不能、同月4日20時より当駅を通過で運転再開、3月6日午前11時より平常ダイヤで運転再開[4]。
- 1943年（昭和18年）10月1日：会社合併により京阪神急行電鉄（阪急電鉄）の駅となる。
- 1949年（昭和24年）12月1日：会社分離により京阪電気鉄道の駅となる。
- 1953年（昭和28年）9月26日：台風13号により、宇治川 - 木津川間の築堤崩壊、それに伴う京阪伏見変電所から橋本変電所への送電線の切断で停電で運休。10月1日、駅再開[5]。
- 1956年（昭和31年）
  - 3月10日：スピードアップのためホーム改築[6]。
  - 12月13日：上りホーム改築[6]。
- 1957年（昭和32年）
  - 3月27日：樟葉パブリックゴルフコース設立（資本金800万円・同年9月1日営業開始）。
  - 5月15日・8月15日：改築[6]。
- 1961年 (昭和36年) 9月16日：第2室戸台風により16時30分より全線運転停止で駅休止。翌17日午後3時より駅再開[7]。
- 1967年（昭和42年）6月15日：「くずはローズタウン」造成工事起工式。
- 1968年（昭和43年）11月10日：「くずはローズタウン」第1次分譲開始（日本初の官民一体型ニュータウン）。
- 1971年（昭和46年）
  - 6月20日：300m大阪寄りの現在地の駅舎に移転。京阪電鉄初の自動改札機設置。急行停車駅となる[6]。
  - 9月1日：「京阪デパートくずは店」開業。
  - 10月1日：「京阪くずは体育文化センター」営業開始。
- 1972年（昭和47年）4月1日：「くずはモール街」開業（日本初の広域型ショッピングセンター）。
- 1980年（昭和55年）2月20日：枚方市駅～御殿山駅間で京阪電車置石脱線事故が発生。枚方市駅～当駅で振り替え輸送を実施[8]。
- 1985年（昭和60年）3月：8連化に対応してホーム延長、4月22日のダイヤ改正より使用開始。
- 1990年（平成2年）7月：各ホームの待合室冷房化[9]。
- 1991年（平成3年）4月15日：案内所設置[6]。
- 1994年（平成6年）3月21日：駅事務所にて、ファクシミリサービス開始。
- 1995年（平成7年）
  - 11月11日：車イス対応トイレ設置[10]。
  - 12月28日：シースル型エレベーターを各ホームとコンコース間に設置[11]。
- 1997年（平成9年）4月21日：コンビニエンスストアー1号店「アンスリーくずは店」営業開始[12]。
- 2003年（平成15年）9月6日：特急停車駅となる。
- 2005年（平成17年）2月24日：ホームに異常通報装置を設置。
- 2007年（平成19年）12月20日：機械式駐輪場「エコステーション21」新設[13]。
- 2008年（平成20年）10月19日：平日朝夕ラッシュ時にも特急が停車。
- 2010年（平成22年）
  - 8月17日：女性用トイレのリニューアル工事竣工[14]。
  - 11月：男性用トイレに超節水型小便器・多目的トイレにオストメイト対応設備取り付けなどのリニューアル工事竣工[15]。
- 2012年（平成24年）10月：駅ビル南館竣工[16]。併せて駐輪場「エコステーション21樟葉駅ビル」が10月26日より供用開始[17]。
- 2016年（平成28年）
  - 3月15日：事故情報などをリアルタイムに知らせる「旅客案内ディスプレー」を設置[18]。
  - 8月：関西で初めて駅構内に宅配便受け取りロッカーを設置[19]。

## 駅構造

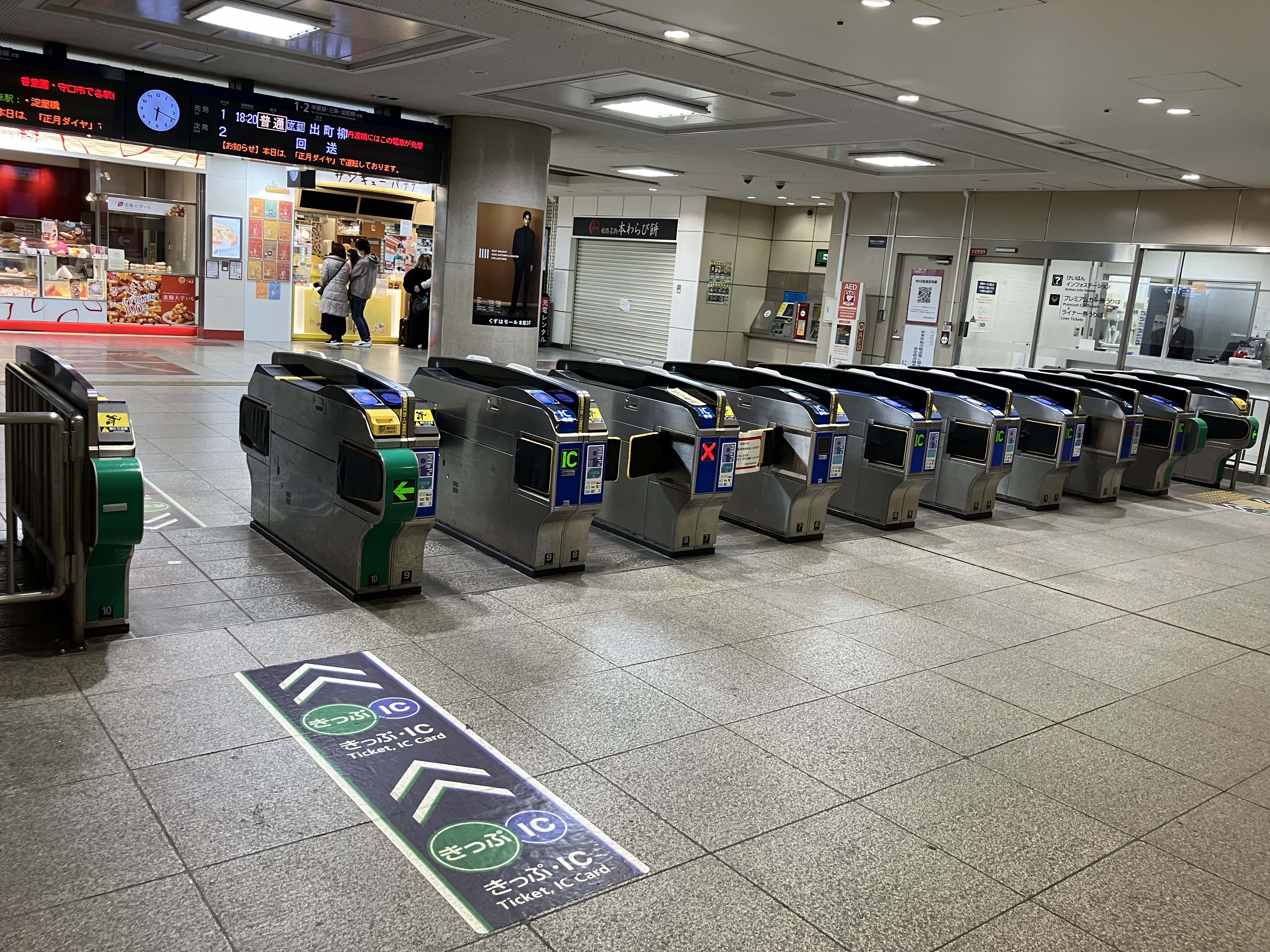
改札口
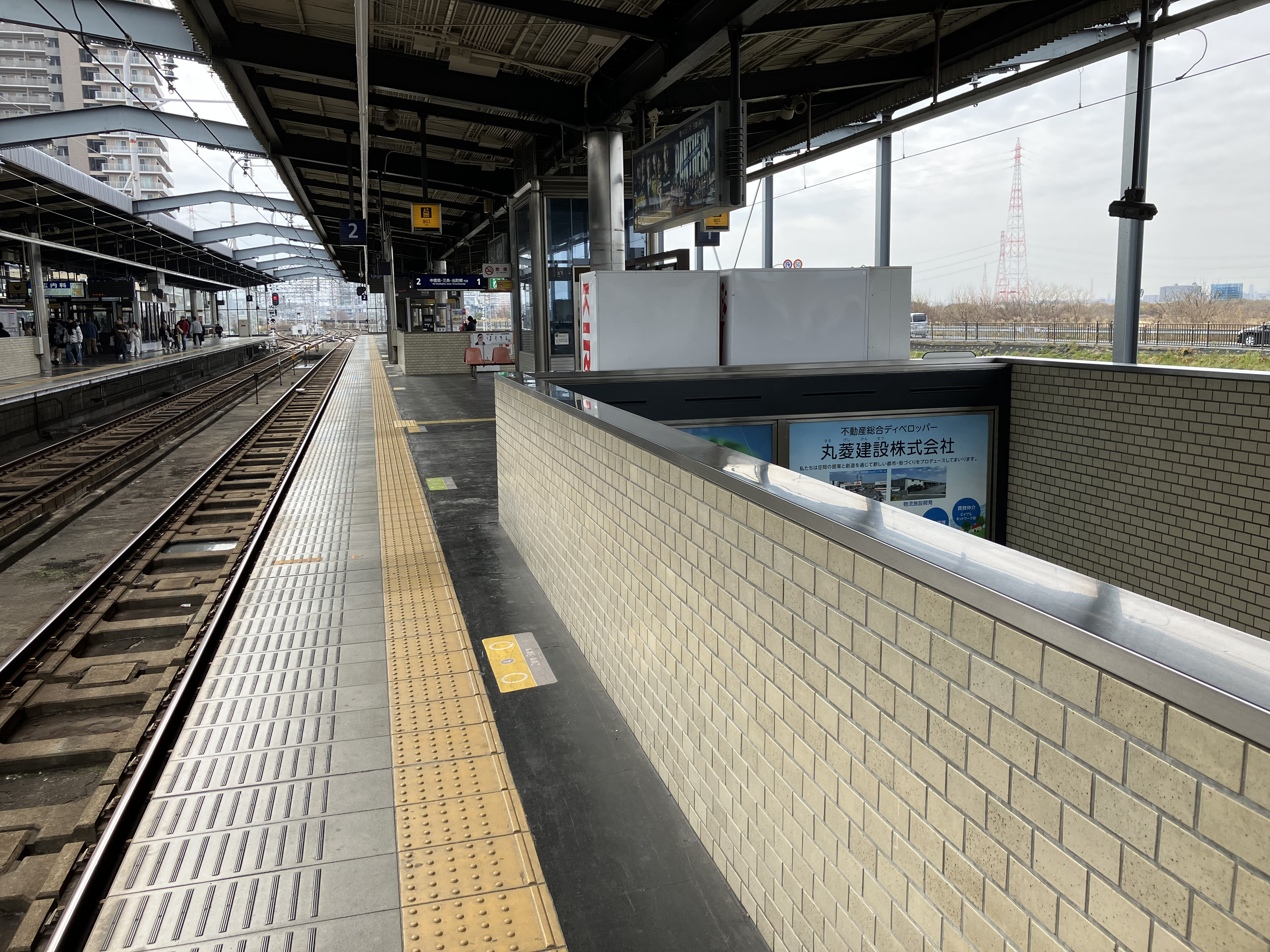
1・2番線（京都方面）ホーム
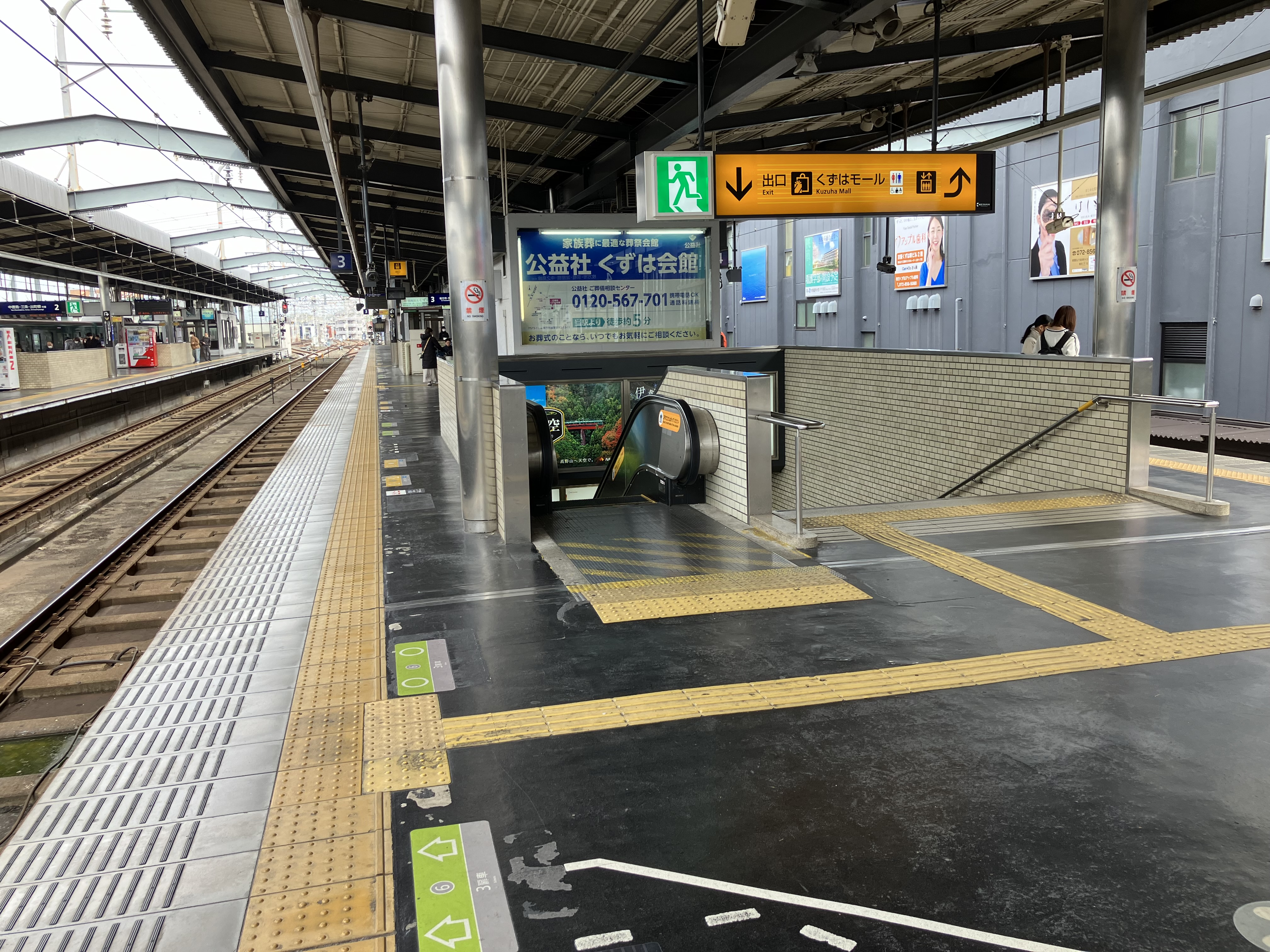
3・4番線（大阪方面）ホーム
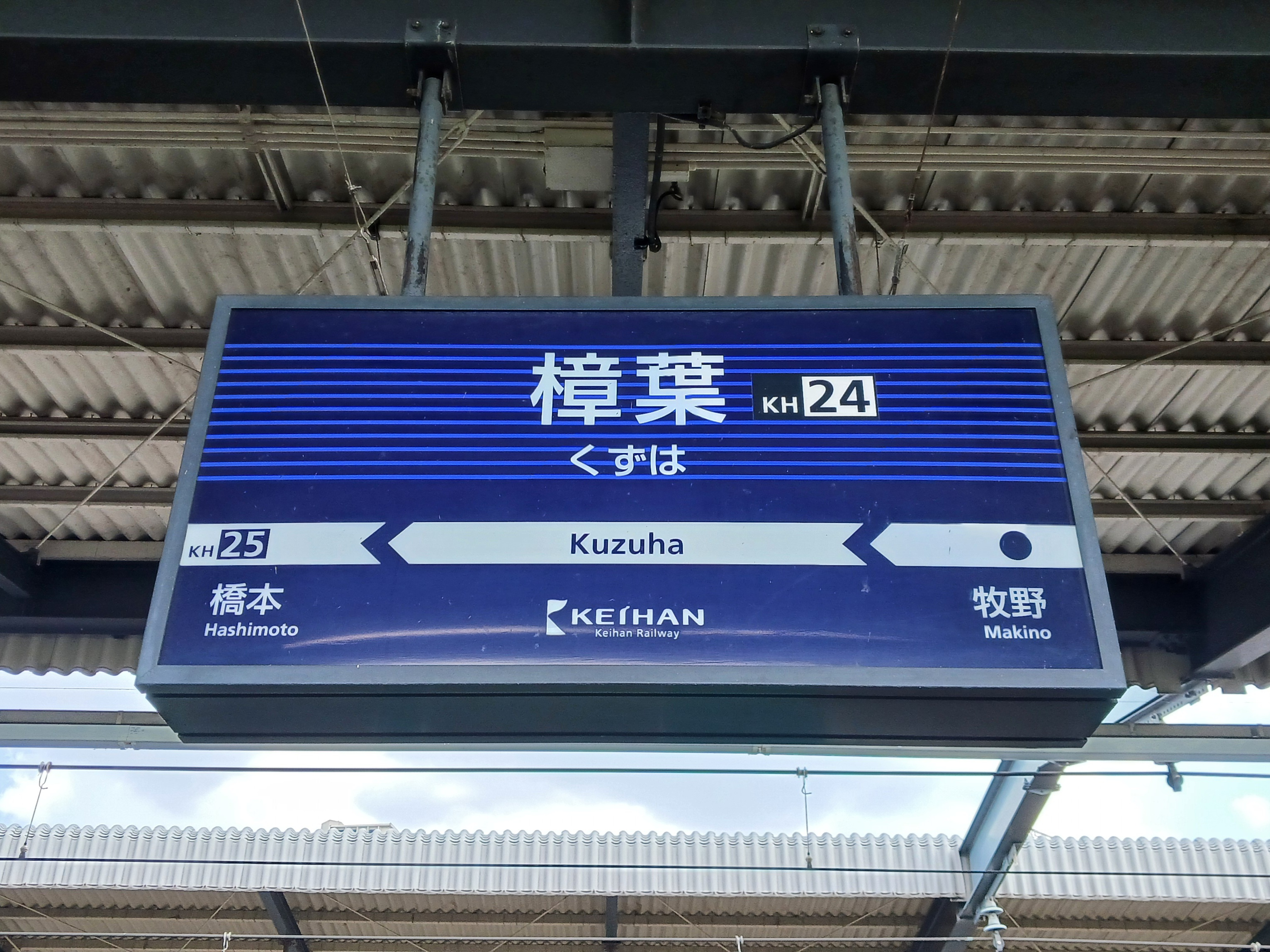
駅名標

待避設備を備えた島式2面4線のホームを持つ高架駅。改札・コンコースは1階、ホームは2階にある。改札口は1か所あり、淀川の反対側に駅舎入口がある。

### のりば
| 番線 | 路線      | 方向 | 行先                 |
| ---- | --------- | ---- | -------------------- |
| 1・2 | ■京阪本線 | 上り | 三条・出町柳方面     |
| 3・4 | ■京阪本線 | 下り | 淀屋橋・中之島線方面 |

外側2線（1番線と4番線）が主本線、内側2線（2番線と3番線）が待避線であり、いずれのホームも8両編成の停車が可能。3番線は大阪方からも進入可能。折り返し列車用の引上線もある（淀屋橋寄りに1本、出町柳寄りに2本。2番線、3番線から出入り可能）。なお淀屋橋寄りの引上線は元々は土木専用線として保線作業車の留置線であったが、1989年9月改正で京都方からの折返し列車を設定する際に8両編成対応に線路を延長して折返し可能とした。
待避設備をもつため発車メロディが導入されている。

### 配線図
| ← 牧野                                                                       | 京阪電気鉄道 樟葉駅 構内配線略図 | → 橋本 |
| 凡例 出典:川島令三、『全国鉄道事情大研究 - 京都・滋賀篇』、91p、草思社、1992 |                                  |        |

## ダイヤ

### 緩急接続について
現行ダイヤにおいては、日中は緩急接続を行わない。日中の特急と準急の緩急接続は枚方市駅で行われる。
2021年9月25日から2025年3月21日までのダイヤにおいては、日中の緩急接続は一部の準急と全ての快速急行で行われていた。特急との接続は当駅ではなく枚方市駅で行われていた。またそれ以前のダイヤである、2016年3月19日から2021年9月24日までは、昼間時に特急と準急の緩急接続が行われていた。
2000年のダイヤ改正までの特急は朝ラッシュ時の淀屋橋行きを除き京橋駅 - 七条駅間ノンストップで運転されていたため、日中はこの駅（一部は丹波橋駅）で必ず急行が特急の待避を行っていた。

### 当駅発着列車について
大阪方面については特急・快速特急「洛楽」を除く全ての種別で、朝夕を中心に当駅発着の便が設定されている。ライナーは平日6・7・8時台にそれぞれ当駅始発が1本ずつ設定されている（これらは2023年改定以降は香里園駅・寝屋川市駅停車）。当駅発着列車は基本的に京都側の引き上げ線で折り返すが、一部の列車は当駅で折り返しをせずに淀車庫へ（から）出入庫を行う（当駅 - 淀駅間は回送）。配線上、引き上げ線は1・4番線からは出入りできないので1・4番線の当駅発着列車の場合は必ずこれに該当する。
区間急行の設定は当駅が東限である。ただし、区間急行の大半は萱島駅発着であり、当駅発着の区間急行は少数にとどまる。
京都方面からの当駅止まりの普通は土休日夜に1本設定されており、こちらは大阪側の引き上げ線で折り返す。2006年のダイヤ改正まではラッシュ時を中心に京都方面への折り返し列車が存在していた。
かつてはこの駅を終着とする列車の中には、種別を変更した後そのまま継続して運転する列車もあった（例：区間急行樟葉行きから普通三条行き又は出町柳行きへ、下り普通樟葉行きから急行淀屋橋行きへ）。このような列車は2025年3月22日改正にて再度設定された。(平日の快速急行樟葉行きから普通出町柳行き、普通樟葉行きから区間急行淀屋橋行き、土休日の区間急行樟葉行きから普通出町柳行き)

## 利用状況
2022年（令和4年）度のある特定日における1日乗降人員は52,842人（乗車人員：26,392人、降車人員：26,450人）である。京阪の駅では京橋駅、淀屋橋駅、枚方市駅、寝屋川市駅に次いで5番目に利用客が多い。2023年（令和5年）度の1日当たりの利用者数では47,388人で、京阪の駅では4番目に利用客が多い。
各年度の特定日における1日利用状況は下表の通りである。
| 年度               | 乗車人員 | 降車人員 | 乗降人員 | 出典          | 出典          |
| 年度               | 乗車人員 | 降車人員 | 乗降人員 | 大阪府        | 枚方市        |
| ------------------ | -------- | -------- | -------- | ------------- | ------------- |
| 1966年（昭和41年） | 1,520    | -        | -        | [ 大阪府 1 ]  | -             |
| 1967年（昭和42年） | 1,713    | -        | -        | [ 大阪府 2 ]  | -             |
| 1968年（昭和43年） | 1,665    | -        | -        | [ 大阪府 3 ]  | -             |
| 1969年（昭和44年） | 2,287    | -        | -        | [ 大阪府 4 ]  | -             |
| 1970年（昭和45年） | 3,303    | -        | -        | [ 大阪府 5 ]  | -             |
| 1971年（昭和46年） | 5,192    | -        | -        | [ 大阪府 6 ]  | -             |
| 1972年（昭和47年） | 11,151   | -        | -        | [ 大阪府 7 ]  | -             |
| 1973年（昭和48年） | 14,511   | -        | -        | [ 大阪府 8 ]  | -             |
| 1974年（昭和49年） | 19,272   | -        | -        | [ 大阪府 9 ]  | -             |
| 1975年（昭和50年） | 21,580   | -        | -        | [ 大阪府 10 ] | -             |
| 1976年（昭和51年） | 23,595   | -        | -        | [ 大阪府 11 ] | -             |
| 1977年（昭和52年） | 25,255   | -        | -        | [ 大阪府 12 ] | -             |
| 1978年（昭和53年） | 27,187   | -        | -        | [ 大阪府 13 ] | -             |
| 1979年（昭和54年） | 27,961   | -        | -        | [ 大阪府 14 ] | -             |
| 1980年（昭和55年） | 28,939   | -        | -        | [ 大阪府 15 ] | -             |
| 1981年（昭和56年） | 30,475   | -        | -        | [ 大阪府 16 ] | -             |
| 1982年（昭和57年） | 30,949   | 30,049   | 60,998   | [ 大阪府 17 ] | -             |
| 1983年（昭和58年） | 32,218   | 31,177   | 63,395   | [ 大阪府 18 ] | -             |
| 1984年（昭和59年） | 32,806   | 32,398   | 65,204   | [ 大阪府 19 ] | -             |
| 1985年（昭和60年） | 32,884   | 32,376   | 65,260   | [ 大阪府 20 ] | -             |
| 1986年（昭和61年） | 33,832   | 33,544   | 67,376   | [ 大阪府 21 ] | -             |
| 1987年（昭和62年） | 34,880   | 33,779   | 68,659   | [ 大阪府 22 ] | -             |
| 1988年（昭和63年） | 35,382   | 34,668   | 70,050   | [ 大阪府 23 ] | -             |
| 1989年（平成元年） | 35,375   | 34,228   | 69,603   | [ 大阪府 24 ] | -             |
| 1990年（平成02年） | 37,074   | 35,908   | 72,982   | [ 大阪府 25 ] | -             |
| 1991年（平成03年） | -        | -        | -        | [ 大阪府 26 ] | -             |
| 1992年（平成04年） | 37,424   | 36,492   | 73,916   | [ 大阪府 27 ] | -             |
| 1993年（平成05年） | -        | -        | -        | [ 大阪府 28 ] | -             |
| 1994年（平成06年） | -        | -        | -        | [ 大阪府 29 ] | -             |
| 1995年（平成07年） | 35,989   | 34,769   | 70,758   | [ 大阪府 30 ] | -             |
| 1996年（平成08年） | -        | -        | -        | [ 大阪府 31 ] | -             |
| 1997年（平成09年） | -        | -        | -        | [ 大阪府 32 ] | -             |
| 1998年（平成10年） | 32,946   | 33,154   | 66,100   | [ 大阪府 33 ] | -             |
| 1999年（平成11年） | -        | -        | -        | [ 大阪府 34 ] | -             |
| 2000年（平成12年） | 32,249   | 31,596   | 63,845   | [ 大阪府 35 ] | -             |
| 2001年（平成13年） | -        | -        | -        | [ 大阪府 36 ] | -             |
| 2002年（平成14年） | 30,953   | 30,458   | 61,411   | [ 大阪府 37 ] | [ 枚方市 1 ]  |
| 2003年（平成15年） | 30,747   | 30,521   | 61,268   | [ 大阪府 38 ] | [ 枚方市 1 ]  |
| 2004年（平成16年） | 30,404   | 30,100   | 60,504   | [ 大阪府 39 ] | [ 枚方市 1 ]  |
| 2005年（平成17年） | 32,396   | 32,326   | 64,722   | [ 大阪府 40 ] | [ 枚方市 1 ]  |
| 2006年（平成18年） | 31,189   | 31,223   | 62,412   | [ 大阪府 41 ] | [ 枚方市 1 ]  |
| 2007年（平成19年） | 30,876   | 30,926   | 61,802   | [ 大阪府 42 ] | [ 枚方市 2 ]  |
| 2008年（平成20年） | 30,895   | 30,928   | 61,823   | [ 大阪府 43 ] | [ 枚方市 3 ]  |
| 2009年（平成21年） | 29,865   | 30,105   | 59,970   | [ 大阪府 44 ] | [ 枚方市 4 ]  |
| 2010年（平成22年） | 29,755   | 29,756   | 59,511   | [ 大阪府 45 ] | [ 枚方市 5 ]  |
| 2011年（平成23年） | 29,858   | 30,193   | 60,051   | [ 大阪府 46 ] | [ 枚方市 6 ]  |
| 2012年（平成24年） | 29,021   | 29,307   | 58,328   | [ 大阪府 47 ] | [ 枚方市 7 ]  |
| 2013年（平成25年） | 28,629   | 28,919   | 57,548   | [ 大阪府 48 ] | [ 枚方市 8 ]  |
| 2014年（平成26年） | 30,486   | 30,600   | 61,086   | [ 大阪府 49 ] | [ 枚方市 9 ]  |
| 2015年（平成27年） | 30,594   | 30,731   | 61,325   | [ 大阪府 50 ] | [ 枚方市 10 ] |
| 2016年（平成28年） | 29,461   | 29,699   | 59,160   | [ 大阪府 51 ] | [ 枚方市 11 ] |
| 2017年（平成29年） | 30,350   | 30,437   | 60,787   | [ 大阪府 52 ] | [ 枚方市 12 ] |
| 2018年（平成30年） | 29,453   | 29,732   | 59,185   | [ 大阪府 53 ] | [ 枚方市 13 ] |
| 2019年（令和元年） | 30,138   | 30,264   | 60,402   | [ 大阪府 54 ] | [ 枚方市 14 ] |
| 2020年（令和02年） | 25,746   | 26,071   | 51,817   | [ 大阪府 55 ] | [ 枚方市 15 ] |
| 2021年（令和03年） | 24,769   | 25,082   | 49,851   | [ 大阪府 56 ] | [ 枚方市 16 ] |
| 2022年（令和04年） | 26,392   | 26,450   | 52,842   | [ 大阪府 57 ] | [ 枚方市 17 ] |

## 駅周辺
公共施設
- 枚方市役所北部支所
- 枚方市立楠葉図書館

主な商業施設
- KUZUHA MALL
  - 京阪百貨店くずはモール店
  - イズミヤくずはモール店

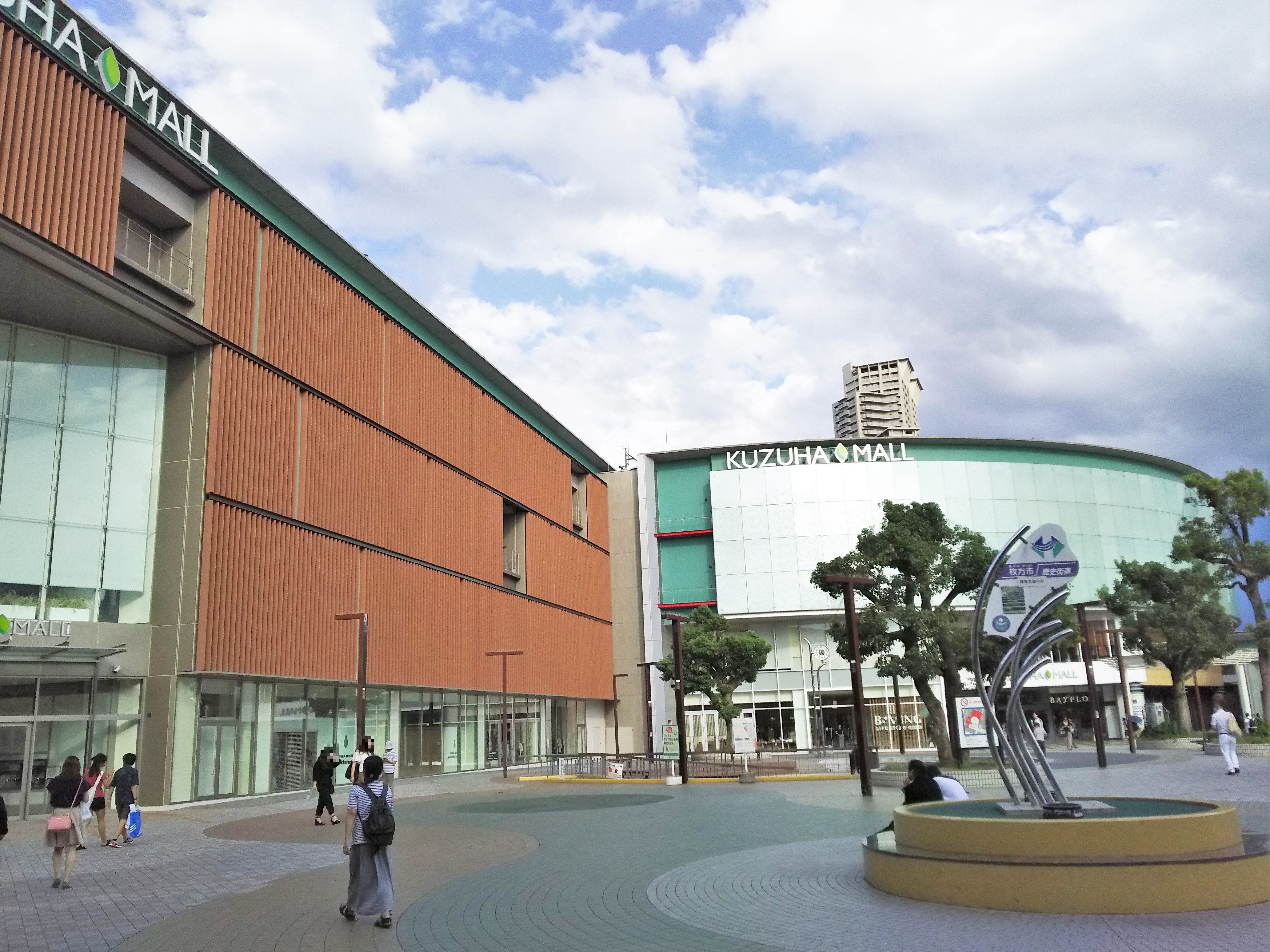
くずはモール（2016年8月）

  - AEON FOOD STYLE by daieiくずはモール店

- 京阪ザ・ストア樟葉店
- 上新電機くずは店

主な金融機関
- 三菱UFJ銀行くずは支店
- 三井住友銀行くずは支店・松井山手出張所
- りそな銀行くずは支店
- 京都銀行くずは支店
- 枚方信用金庫くずは支店
- 京都信用金庫くずは支店
- 京都中央信用金庫橋本支店

主な企業・団体
- 枚方楠葉並木郵便局
- かんでんライフサポート
- 京阪くずはメディケアモール
- ケイ・キャット

文教施設
- 大阪工業大学枚方キャンパス（当駅より京阪バスを利用）
- 大阪歯科大学樟葉学舎

その他
- くずはローズタウン
- くずはタワーシティ
- 楠葉中央公園
- くずはゴルフリンクス

## バス路線

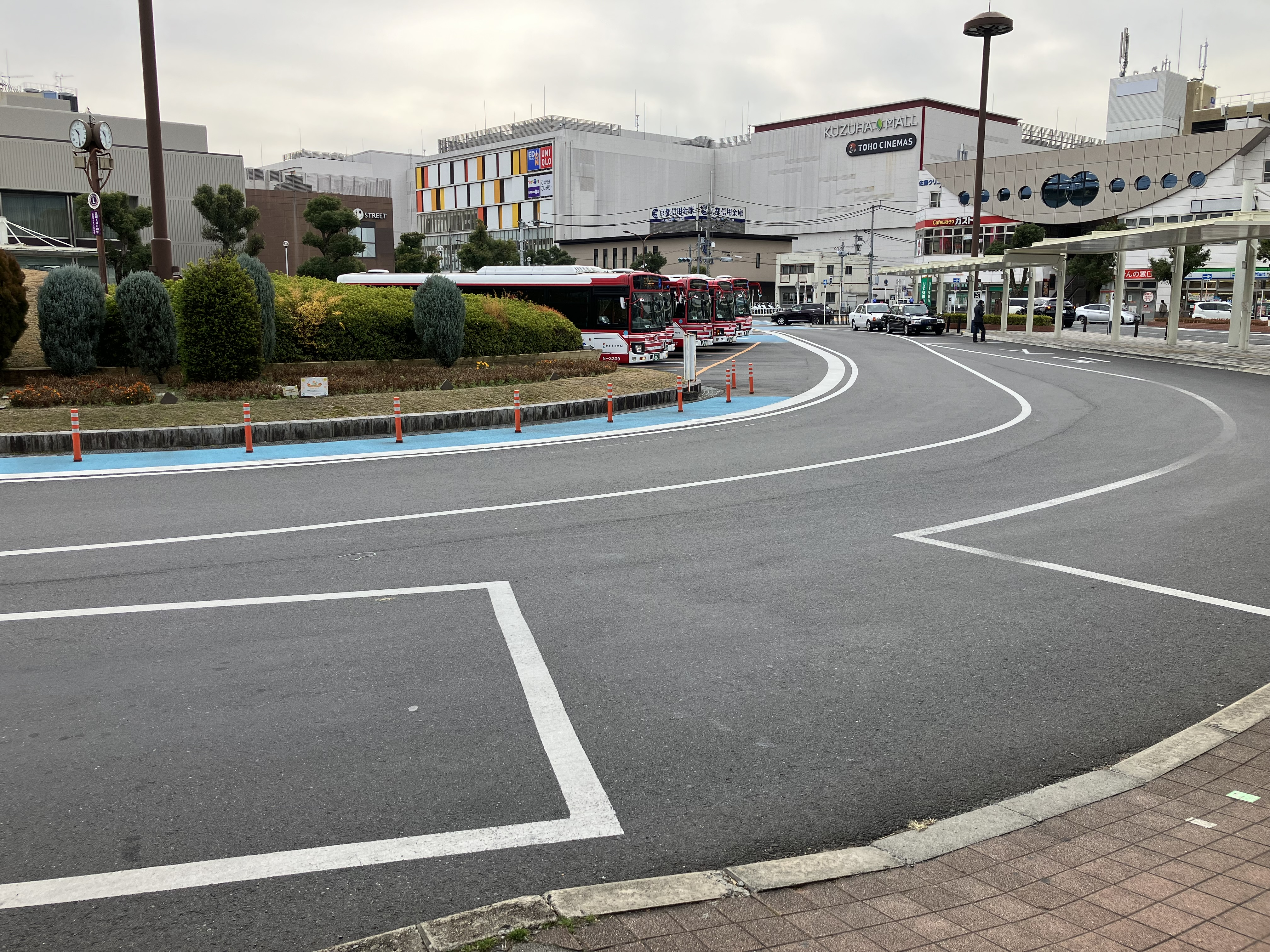
バスロータリー
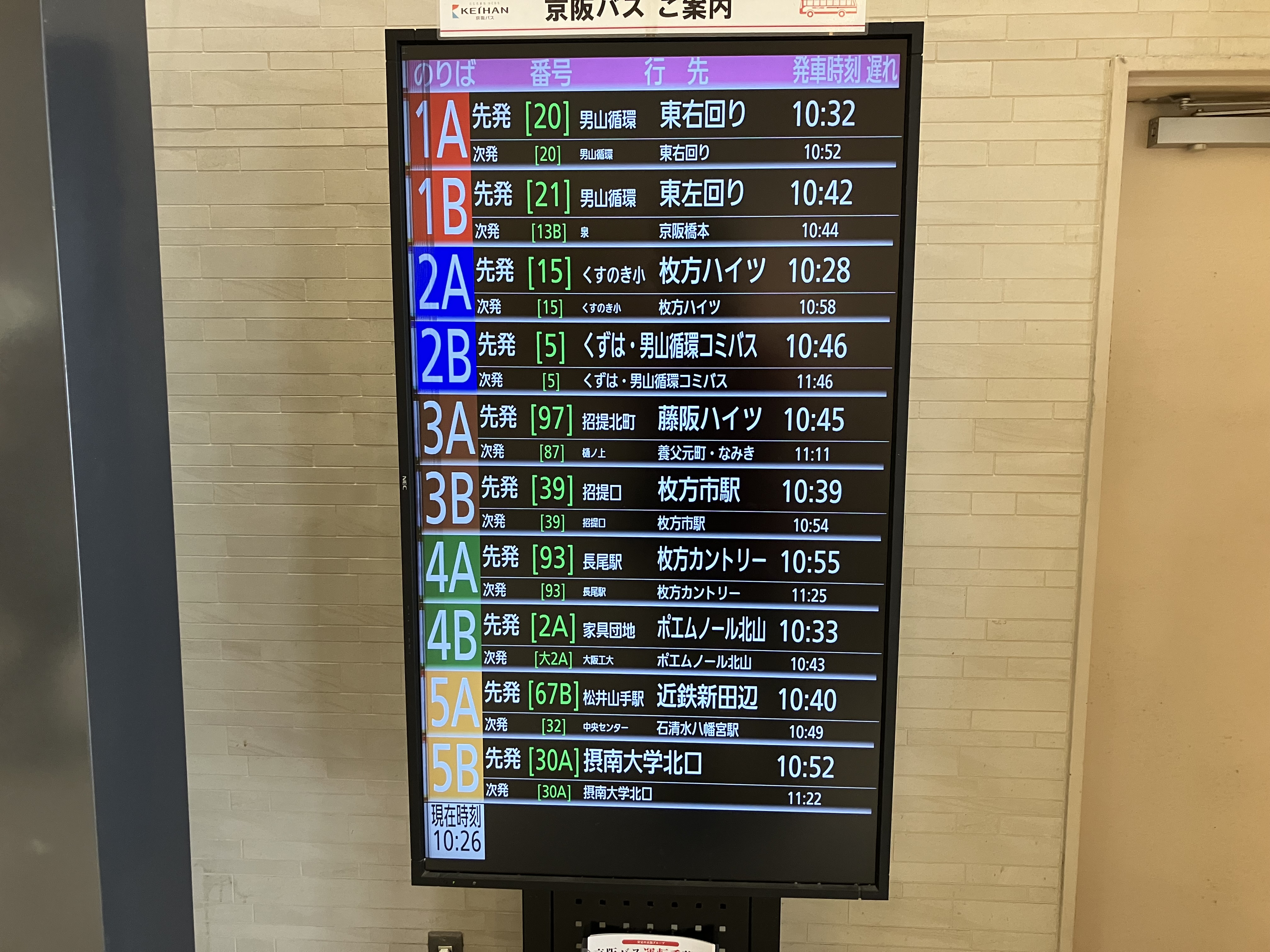
駅構内の案内モニター

駅前ロータリーに京阪バスの路線が乗り入れる。停留所名は「樟葉駅」。男山団地をはじめとした八幡市内や、枚方市北東部への路線が多い。
1つののりばで多くの系統を捌いていることもあり、全てののりばでA・Bと乗車列が分割されている（画像参照）。
表中の「共管」は男山営業所と京田辺営業所の共管を指す。
| のりば | 列 | 路線名     | 担当   | 行先                            | 備考                                                                |
| ------ | -- | ---------- | ------ | ------------------------------- | ------------------------------------------------------------------- |
| 1      | A  | くずは線   | 男山   | 9号経路：男山北右回り           | 夕方以降4本のみ                                                     |
| 1      | A  | くずは線   | 男山   | 20号経路：男山東右回り          | 平日7時台の3本は3番のりばから発車する                               |
| 1      | A  | くずは線   | 男山   | 11B号経路：泉回り               | 日中と夜間に運行                                                    |
| 1      | B  | くずは線   | 男山   | 10号経路：男山北左回り          | 平日7時台の1本は3番のりばから発車する                               |
| 1      | B  | くずは線   | 男山   | 14号経路：男山車庫              | 土休日1本のみ。中央センター前経由                                   |
| 1      | B  | くずは線   | 男山   | 21号経路：男山東左回り/男山車庫 | 平日7時台の3本は3Bのりばから発車する。夕方以降の4本は男山車庫止まり |
| 1      | B  | くずは線   | 男山   | 13B号経路：京阪橋本             | 平日7時台の1本は3番のりばから発車する                               |
| 2      | A  | くずは線   | 男山   | 6号経路：男山南右回り           | 平日7〜8時台前半の3本は3番のりばから発車する                        |
| 2      | B  | くずは線   | 男山   | 5号経路：くずは男山循環         | コミュニティバス 日中のみ運行                                       |
| 2      | B  | くずは線   | 男山   | 7号経路：男山南左回り           | 平日7〜8時台前半の4本は3番のりばから発車する                        |
| 2      | B  | くずは線   | 男山   | 40号経路：男山車庫              | 夜間に平日は2本、土休日は1本のみ運行。中の池公園経由                |
| 3      | A  | 招提線     | 男山   | 84号経路：北片鉾                |                                                                     |
| 3      | A  | 招提線     | 男山   | 87号経路：西船橋循環            | 12時台までは左回り、13時台以降は右回り                              |
| 3      | A  | 樟葉長尾線 | 京田辺 | 97号経路：藤阪ハイツ            | なみき、牧野高校前経由                                              |
| 3      | B  | 出屋敷線   | 枚方   | 39号経路：枚方市駅北口          | 船橋、田ノ口団地経由                                                |
| 3      | B  | 出屋敷線   | 枚方   | 88号経路：田ノ口団地            | 14時台以降のわずかな本数のみ運行                                    |
| 3      | B  | 出屋敷線   | 枚方   | 96号経路：総合スポーツセンター  | 12〜16時台にわずかな本数のみ運行                                    |
| 4      | A  | 樟葉長尾線 | 京田辺 | 92号経路：枚方カントリー口      | 夜のみ                                                              |
| 4      | A  | 樟葉長尾線 | 京田辺 | 93号経路：枚方カントリー        | ぽえむ南橋、長尾駅経由                                              |
| 4      | A  | 樟葉長尾線 | 京田辺 | 94号経路：長尾駅                | 平日7時台の2本のみ                                                  |
| 4      | A  | 樟葉長尾線 | 京田辺 | 95号経路：藤阪ハイツ            | 国道田近経由                                                        |
| 4      | B  | 樟葉長尾線 | 男山   | 91号経路：長尾駅                | 日中のみ運行。家具町二丁目南経由                                    |
| 4      | B  | 北山線     | 男山   | 1号経路：ポエムノール北山       | 朝のみ運行、学休期の平日は1本増発。田近二丁目・家具団地経由         |
| 4      | B  | 北山線     | 男山   | 2号経路：ポエムノール北山       | 朝夕のみ運行。枚方ハイツ・家具団地経由                              |
| 4      | B  | 北山線     | 男山   | 2A号経路：ポエムノール北山      | 家具団地経由 枚方ハイツは経由しない                                 |
| 4      | B  | 北山線     | 男山   | 大2号経路：ポエムノール北山     | 枚方ハイツ・大阪工大経由                                            |
| 4      | B  | 北山線     | 男山   | 大2A号経路：ポエムノール北山    | 本数わずか、学休日の平日は1本増発。大阪工大経由                     |
| 4      | B  | 北山線     | 男山   | 3号経路：枚方ハイツ             | 朝と平日最終便の1本ずつのみ                                         |
| 4      | B  | 北山線     | 男山   | NS経路：北山中央                | 大阪工大のみ停車。開講日の8時台2本のみ                              |
| 5      | A  | 樟葉八幡線 | 男山   | 32号経路：石清水八幡宮駅        | 中央センター前、八幡市役所前経由                                    |
| 5      | A  | 山手線     | 共管   | 16号経路：松井山手駅            | 朝夕のみ。水珀・松井経由                                            |
| 5      | A  | 山手線     | 共管   | 16A号経路：松井山手駅           | 夕ラッシュ時のみ（土休日は朝にも1本あり）。水珀・美濃山小学校経由   |
| 5      | A  | 山手線     | 共管   | 16B号経路：松井山手循環右回り   | 平日朝2本のみ                                                       |
| 5      | A  | 山手線     | 男山   | 16C号経路：松井山手循環左回り   | 平日早朝1本のみ                                                     |
| 5      | A  | 山手線     | 男山   | 19号経路：水珀循環              | 深夜1本のみ                                                         |
| 5      | A  | 山手線     | 京田辺 | 67B号経路：近鉄新田辺           | 平日は1本のみ。水珀・美濃山口経由                                   |
| 5      | A  | 山手線     | 共管   | 67D号経路：近鉄新田辺           | 土休日は朝夕のみ。水珀・美濃山小学校経由                            |
| 5      | B  | 山手線     | 共管   | 30号経路：松井山手駅            | 土休日は朝夕のみ。摂南大学北口経由                                  |
| 5      | B  | 山手線     | 男山   | 30A号経路：摂南大学北口         | 土休日の日中のみ                                                    |
| 5      | B  | 山手線     | 共管   | 31号経路：近鉄新田辺            | 朝夕のみ。摂南大学北口経由                                          |
| 5      | B  | 山手線     | 男山   | NS経路：摂南大学北口            | 学休期運休                                                          |

### リムジンバス
1Aのりばから発車。どちらも運休中。
- 東京ミッドナイトエクスプレス京都号（関東バスと共同運行）
- 関西国際空港行エアポートリムジン（関西空港交通と共同運行）

### 京阪バス利用状況
2022年次の1日平均乗降人員は15,853人（乗車人員：7,770人、降車人員：8,083人）で、枚方市内では枚方市駅に次いで多い。近年の1日平均利用状況は下表の通り。
| 年次               | 乗車人員 | 降車人員 | 乗降人員 | 出典          |
| ------------------ | -------- | -------- | -------- | ------------- |
| 2002年（平成14年） | 8,568    | 8,435    | 17,003   | [ 枚方市 18 ] |
| 2003年（平成15年） | 9,361    | 9,204    | 18,565   | [ 枚方市 18 ] |
| 2004年（平成16年） | 8,935    | 8,784    | 17,719   | [ 枚方市 18 ] |
| 2005年（平成17年） | 8,865    | 8,719    | 17,584   | [ 枚方市 18 ] |
| 2006年（平成18年） | 8,948    | 9,308    | 18,256   | [ 枚方市 18 ] |
| 2007年（平成19年） | 9,331    | 9,707    | 19,038   | [ 枚方市 19 ] |
| 2008年（平成20年） | 9,105    | 9,472    | 18,577   | [ 枚方市 20 ] |
| 2009年（平成21年） | 8,878    | 9,236    | 18,114   | [ 枚方市 21 ] |
| 2010年（平成22年） | 8,926    | 9,286    | 18,212   | [ 枚方市 22 ] |
| 2011年（平成23年） | 9,304    | 9,679    | 18,983   | [ 枚方市 23 ] |
| 2012年（平成24年） | 8,984    | 9,346    | 18,330   | [ 枚方市 24 ] |
| 2013年（平成25年） | 8,868    | 9,225    | 18,093   | [ 枚方市 25 ] |
| 2014年（平成26年） | 9,061    | 9,426    | 18,487   | [ 枚方市 26 ] |
| 2015年（平成27年） | 9,182    | 9,551    | 18,733   | [ 枚方市 27 ] |
| 2016年（平成28年） | 9,319    | 9,694    | 19,013   | [ 枚方市 28 ] |
| 2017年（平成29年） | 9,265    | 9,638    | 18,903   | [ 枚方市 29 ] |
| 2018年（平成30年） | 9,245    | 9,618    | 18,863   | [ 枚方市 30 ] |
| 2019年（令和元年） | 8,966    | 9,346    | 18,312   | [ 枚方市 31 ] |
| 2020年（令和02年） | 6,851    | 7,127    | 13,978   | [ 枚方市 32 ] |
| 2021年（令和03年） | 7,224    | 7,515    | 14,739   | [ 枚方市 33 ] |
| 2022年（令和04年） | 7,770    | 8,083    | 15,853   | [ 枚方市 34 ] |

## 隣の駅
京阪電気鉄道
京阪本線
■快速特急「洛楽」
通過
□ライナー（平日のみ運転）・■特急・■通勤快急（平日下りのみ運転）・■快速急行
枚方市駅 (KH21) - 樟葉駅 (KH24) - 中書島駅 (KH28)
■急行
枚方市駅 (KH21) - 樟葉駅 (KH24) - 石清水八幡宮駅 (KH26)
■通勤準急（平日朝下りのみ運転）・■準急・■普通
牧野駅 (KH23) - 樟葉駅 (KH24) - 橋本駅 (KH25)
■区間急行
牧野駅 (KH23) - 樟葉駅 (KH24)
- 括弧内は駅番号を示す。

### 記事本文